# British and Irish Cup 2009-10
La British and Irish Cup 2009-10 fue la primera edición del torneo de rugby para equipos de Escocia, Gales, Inglaterra e Irlanda.

## Sistema de disputa
Cada equipo disputó cinco partidos frente a sus rivales de grupo, luego de la fase de grupos los mejores cuatro equipos clasificaron a las semifinales.

## Desarrollo
|  | Semifinalistas. |

### Grupo 1
| Pos. | Equipo          | Encuentros | Encuentros | Encuentros | Encuentros | Tantos | Tantos | Tantos | PB | PB | Puntos |
| Pos. | Equipo          | PJ         | PG         | PE         | PP         | F      | C      | Dif    | BO | BD | Puntos |
| ---- | --------------- | ---------- | ---------- | ---------- | ---------- | ------ | ------ | ------ | -- | -- | ------ |
| 1.º  | Cornish Pirates | 5          | 4          | 0          | 1          | 112    | 66     | 46     | 2  | 1  | 19     |
| 2.º  | Leinster A      | 5          | 4          | 0          | 1          | 89     | 65     | 24     | 1  | 1  | 18     |
| 3.º  | Newport RFC     | 5          | 3          | 1          | 1          | 81     | 54     | 27     | 1  | 1  | 16     |
| 4.º  | Exeter Chiefs   | 5          | 2          | 0          | 3          | 82     | 82     | 0      | 1  | 1  | 10     |
| 5.º  | Plymouth Albion | 5          | 1          | 1          | 3          | 55     | 58     | -3     | 0  | 2  | 8      |
| 6.º  | The Thistles    | 5          | 0          | 0          | 5          | 35     | 129    | -94    | 1  | 0  | 1      |

### Grupo 2
| Pos. | Equipo         | Encuentros | Encuentros | Encuentros | Encuentros | Tantos | Tantos | Tantos | PB | PB | Puntos |
| Pos. | Equipo         | PJ         | PG         | PE         | PP         | F      | C      | Dif    | BO | BD | Puntos |
| ---- | -------------- | ---------- | ---------- | ---------- | ---------- | ------ | ------ | ------ | -- | -- | ------ |
| 1.º  | Munster A      | 5          | 5          | 0          | 0          | 111    | 41     | 70     | 2  | 0  | 22     |
| 2.º  | Bristol Bears  | 5          | 4          | 0          | 1          | 122    | 74     | 48     | 2  | 0  | 18     |
| 3.º  | Nottingham RFC | 5          | 3          | 0          | 2          | 81     | 59     | 22     | 1  | 1  | 14     |
| 4.º  | Neath          | 5          | 2          | 0          | 3          | 93     | 98     | -5     | 2  | 1  | 11     |
| 5.º  | Coventry RFC   | 5          | 1          | 0          | 4          | 126    | 144    | -18    | 2  | 2  | 8      |
| 6.º  | Heriot's FP    | 5          | 0          | 0          | 5          | 54     | 171    | -117   | 0  | 1  | 1      |

### Grupo 3
| Pos. | Equipo        | Encuentros | Encuentros | Encuentros | Encuentros | Tantos | Tantos | Tantos | PB | PB | Puntos |
| Pos. | Equipo        | PJ         | PG         | PE         | PP         | F      | C      | Dif    | BO | BD | Puntos |
| ---- | ------------- | ---------- | ---------- | ---------- | ---------- | ------ | ------ | ------ | -- | -- | ------ |
| 1.º  | Ulster Ravens | 5          | 4          | 1          | 0          | 165    | 62     | 103    | 3  | 0  | 21     |
| 2.º  | London Welsh  | 5          | 4          | 0          | 1          | 137    | 78     | 59     | 3  | 1  | 20     |
| 3.º  | Bedford Blues | 5          | 3          | 0          | 2          | 92     | 94     | -2     | 1  | 0  | 13     |
| 4.º  | Aberavon RFC  | 5          | 2          | 0          | 3          | 51     | 131    | -80    | 0  | 1  | 9      |
| 5.º  | Llanelli RFC  | 5          | 1          | 1          | 3          | 106    | 117    | -11    | 1  | 1  | 8      |
| 6.º  | Moseley RFC   | 5          | 0          | 0          | 5          | 69     | 138    | -69    | 1  | 0  | 1      |

### Grupo 4
| Pos. | Equipo                    | Encuentros | Encuentros | Encuentros | Encuentros | Tantos | Tantos | Tantos | PB | PB | Puntos |
| Pos. | Equipo                    | PJ         | PG         | PE         | PP         | F      | C      | Dif    | BO | BD | Puntos |
| ---- | ------------------------- | ---------- | ---------- | ---------- | ---------- | ------ | ------ | ------ | -- | -- | ------ |
| 1.º  | Doncaster Knights         | 5          | 5          | 0          | 0          | 163    | 58     | 105    | 5  | 0  | 25     |
| 2.º  | Cardiff RFC               | 5          | 4          | 0          | 1          | 147    | 124    | 23     | 3  | 0  | 19     |
| 3.º  | Rotherham RUFC            | 5          | 2          | 0          | 3          | 147    | 127    | 20     | 3  | 1  | 12     |
| 4.º  | Ayr RFC                   | 5          | 2          | 0          | 3          | 132    | 111    | 21     | 1  | 2  | 11     |
| 5.º  | Pontypridd RFC            | 5          | 2          | 0          | 3          | 99     | 124    | -25    | 1  | 1  | 10     |
| 6.º  | Birmingham & Solihull RFC | 5          | 0          | 0          | 5          | 76     | 220    | -144   | 0  | 1  | 1      |

### Semifinales
| 24 de abril de 2010 | Munster A | 27 - 3 | Ulster Ravens |  |  |

| 25 de abril de 2010 | Cornish Pirates | 43 - 5 | Doncaster Knights |  |  |

### Final
| 16 de mayo de 2010 | Cornish Pirates | 23 - 14 | Munster A |  |  |

| Bandera de Inglaterra   |
| Campeón Cornish Pirates |
| Primer título           |